# Ал Кодоло (Тревизо)
Ал Кодоло (итал. Al Codolo) је насеље у Италији у округу Тревизо, региону Венето.
Према процени из 2011. у насељу је живело 16 становника. Насеље се налази на надморској висини од 47 м.